# Eritromicină
Eritromicina este un antibiotic din clasa macrolidelor, fiind utilizat în tratamentul unor infecții bacteriene. Printre acestea se numără: infecții de tract respirator, infecții ale pielii, clamidioze, boala inflamatorie pelviană și sifilis. Căile de administrare disponibile sunt orală, intravenoasă și intramusculară, topică, oftalmică.
Eritromicina a fost izolată pentru prima dată în anul 1952 din specia Saccharopolyspora erythraea. Se află pe lista medicamentelor esențiale ale Organizației Mondiale a Sănătății.

## Utilizări medicale

### Indicații
- infecțiile cu germeni sensibili la eritromicină și rezistenți la penicilină;
- infecții cu germeni penicilinosensibili la persoanele penicilinalergice;
- infecții ușoare cu stafilococi rezistenți la penicilină;
- tratament de elecție în difterie;
- infecții streptococice: scarlatină, endocardită, angină;
- pneumonii pneumococice;

### Forme disponibile
Eritromicina este condiționată în forme farmaceutice de uz oral și de uz parenteral, însă pentru îmbunătățirea absorbției, solubilității și stabilității se realizează optimizări asupra moleculei bază. 
Următoarele forme sunt disponibile pentru uz oral:
- eritromicină bază (capsule, tablete - gastrorezistente)
- estolat de eritromicină (capsule, suspensie oral de uz oral, comprimate), contraindicate în sarcină[13]
- etilsusccinat de eritromicină (suspensie de uz oral, comprimate)
- stearat de eritromicină (suspensie de uz oral, comprimate)

Următoarele forme sunt disponibile pentru uz parenteral:
- lactobionat de eritromicină

## Mod de acțiune

Un antibiotic de tip macrolidic ce împiedică multiplicarea microorganismelor

Eritromicina intervine în procesul de dezvoltare a bacteriilor prin interferarea sintezei proteice  Arhivat în 14 mai 2007, la Wayback Machine..Eritromicina se leagă ireversibil de subunitatea ribozomală 50S (de secvența 23s), împiedicând astfel sinteza proteinelor bacteriene. Eritromicina are acțiune competitivă pentru această subunitate cu clindamicina și cloramfenicolul.

## Spectru de acțiune
Spectrul eritromicinei este  asemănător cu cel al penicilinei, activă și față de unele tulpini de stafilococ penicilinorezistent. Acțiunea, în general, este  bacteriostatică sau bactericidă, în funcție de doză. Acționează, mai ales, asupra germenilor grampozitivi (streptococi, pneumococi) ca și asupra unor germeni gramnegativi (neisserii, haemophili), spirochete, rickettsii, micoplasme. Foarte necesară în tratamentul difteriei și pentru sterilizarea purtătorilor de bacil difteric.

### Metabolism
Difuzează la nivelul pleurei, peritoneului și a placentei, nu traversează meningele neinflamat. Se elimină prin bilă, urină (sub formă de metabolit 8,9-anhidroeritromicin A 6,9-semiacetal [nefuncțională – arhivă]
)  și prin secreția lactată (concentrații mai mari ca în plasmă).

## Contraindicații
Nu se administrează la bolnavii cu disfuncție hepatică, alergici la eritromicină și în infecțiile cu germeni rezistenți la macrolide.
Reacții adverse:
- tulburări gastrointestinale (greață, vărsături, diaree), care dispar după întreruperea tratamentului sau după diminuarea dozei. În cursul tratamentelor prelungite (peste 7 zile cu
- fenomene hepatotoxice la tratament de lungă durată

## Mod de administrare
Adulți și adolescenți, 0,020-0,025 g/kg corp/24 ore, fracționat, în prize administrate la 6 ore interval (aproximativ 0,200-0,300 g pentru o priză); 
Copii: 0,025-0,040 g/kg corp/24 ore în patru prize.Se preferă administrarea sub formă de siropuri.

## Farmacografie
- Eritromicină comprimate - Europharm
- Eritromicină propionil , comprimate - Antibiotice Iași
- Erytrodar, tablete - Dar Al Dawa Pharma
- Erytro Teva, pulbere suspensie
- Ilosone soluție buvabilă
- Eritro 200 pulbere suspendabilă Lek